# Sóc bay có ria
Sóc bay có ria, tên khoa học Petinomys genibarbis, là một loài động vật có vú trong họ Sóc, bộ Gặm nhấm. Loài này được Horsfield mô tả năm 1822. Chúng được tìm thấy ở Indonesia và Malaysia.